# シリコンバレー有害物質問題連合
シリコンバレー有害物質問題連合（シリコンバレーゆうがいぶっしつもんだいれんごう、英: The Silicon Valley Toxics Coalition、略: SVTC）は、環境保全などを訴えている非営利組織である。他の表記に「シリコンバレー有害化学物質連合」「シリコンバレー毒物連合」「シリコンバレー有害物質連合」などがある。

## 概要
1980年代初頭のシリコンバレーにおけるIC工場から漏れ出した有機塩素溶剤による水道水源となる地下水の汚染と工場内での労働災害が問題視されていた。
これに伴って1982年に工場などの排出状況を要求する草の根環境NPOとして設立されたのがSVTCで、1984年の排出情報公開条例の制定に一役買っている。
そのため、同社のビジョン・ステートメントとして環境の持続可能性を追い求めることと、コミュニティと労働者による民主的な意思決定プロセスを挙げている。同社は、20年以上に渡って製品の設計・製造における有害な化学物質の使用削減・排除を電気会社に対して提唱している他、電気電子機器廃棄物の保守終了製品における生産者責任の拡張も求めている。
その後もSVTCは、アメリカのサイプレス・セミコンダクターのファウンダリー事業拠点を担っていたものの、Tallwood Venture CapitalとOak Hill Capital Partnersという2つの投資ファンドに売却され、2007年3月にはSVTC Technologiesとして独立したファウンダリーとなっている。
同年12月にはSEMATECH社のAdvanced Technology Development Facility(ATDF)を買収・合併することでアメリカのカリフォルニア州サンノゼとテキサス州オースティンの2ヶ所に施設を置くようになっており、現在はOak Hill Capital Partners社・Tallwood Venture Capital社・SVTC社の経営陣と従業員によって投資されている
同社は過去にTSMCやApplied Microstructuresなどとの提携を行っている。また、SVTCは排出量やリサイクル率などの企業の自己申告データをもとに12項目にそれぞれ最高得点の100点を割り振って、ハイテク企業を格付けする「ソーラー・スコアカード」を毎年作成・発表し、企業に対して持続可能性を優先課題にするように求めている。
その他にもSVTCは、コンピュータ製造企業の製品の設計における環境配慮を評価した「コンピューター関連成績表」や、シリコンバレーの汚染地域を記したウェブ地図帳「アースデイ・ウェブ・マップ」も公表している。また、同社は「バーゼル・アクション・ネットワーク（BAN）」「トクシックスリンク」「グリーンピース」「SCOPE」などの協力を得て、『危害の輸出: アジアにおけるハイテク機器の廃棄』（英: Exporting Harm: The High-Tech Trashing of Asia）と題した声明を発表している。